# Clan Forbes
Le clan Forbes est un clan écossais situé dans la région à cheval entre les Highlands et les Lowlands dans le nord-est de l'Écosse.

## Histoire

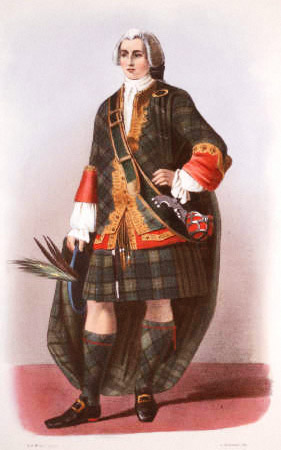
Illustration d'un chef du Clan Forbes par R. R. McIan dans The Clans of the Scottish Highlands, 1845.

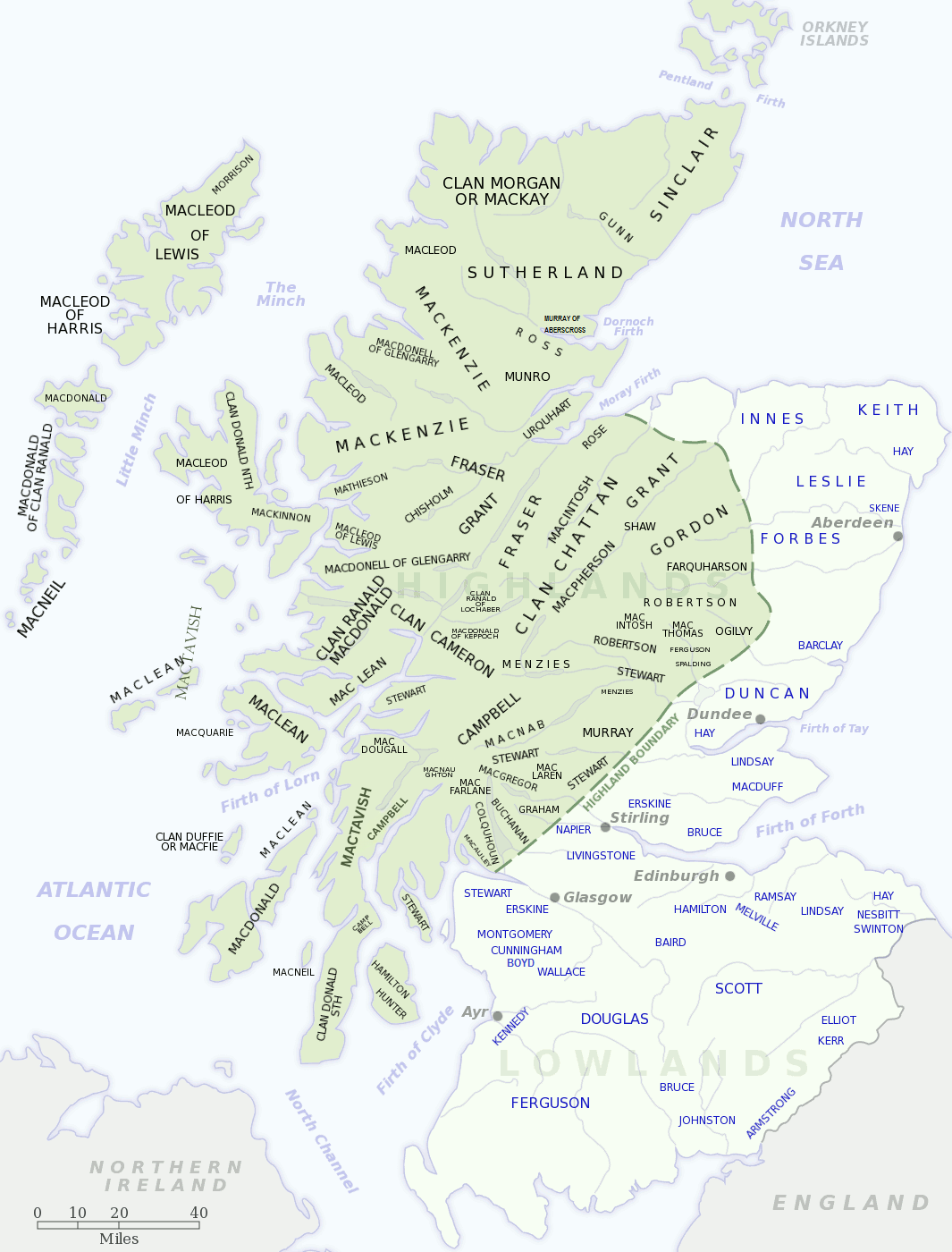
Carte des clans écossais

### Origines du Clan Forbes
Forbes est une paroisse de l'Aberdeenshire dans le nord-est de l'Écosse la possession de cette terre par le clan Forbes remonte à l'époque de Guillaume le Lion. Une tradition fiable raconte que la région de Forbes était autrefois inhabitable à cause des ours vivant dans la région. Oconachar, fondateur du clan, a tué les ours et revendiqué la terre en tant que premier occupant. Le chef actuel détient toujours une partie de la seigneurie de ces terres Forbes. En 1271, le chef de l'époque, Duncan de Forbes, obtint une charte du roi Alexandre III d'Écosse pour la terre, confirmant sa prétention,. Citée par William Forbes Skene, la charte est conservée dans les archives du clan Forbes, elle est dans un état en lambeaux mais tout à fait lisible.
La mention suivante concerne l'existence d'un John Forbes, dont le nom date d'un rouleau de 1306 contenant une liste de demandes de loyalistes anglais et écossais à Édouard Ier d'Angleterre pour les terres confisquées d'Écossais. Les terres de John Forbes étant exigées ou demandées à la fois par un William Comyn et un Robert Chival.
Le nom suivant trouvé dans les archives est celui de John Forbes, dominus ejusdem, ou Lord of Forbes. Thomas, comte de Mar, lui confirme la propriété des terres d'Edinbanchory et de Craiglogy au XIVe siècle, avec l'aval de David II. Il était shérif d'Aberdeen en 1374. En 1378, une charte fut accordée à John et à sa femme Margaret par l'évêque de Moray pour les terres de Fynrossie sur le loch de Spynie.
Le fils de ce dernier, Sir John de Forbes, Lord of Forbes, dit « Sir John of the black lip » était justicier et coroner de l'Aberdeenshire. Il a épousé Elizabeth Kennedy, fille de Sir Gilbert Kennedy de Dunure et ensemble, ils ont eu quatre fils. Des trois fils cadets sont nées plusieurs lignées de cadets. William était l'ancêtre de la lignée du château de Pitsligo (en), John l'ancêtre du château de Tolquhon tandis que les maisons de Skellater et Inverernan ont été fondées par Alistair de Brux. Sir John est mort en 1406.

### Histoire

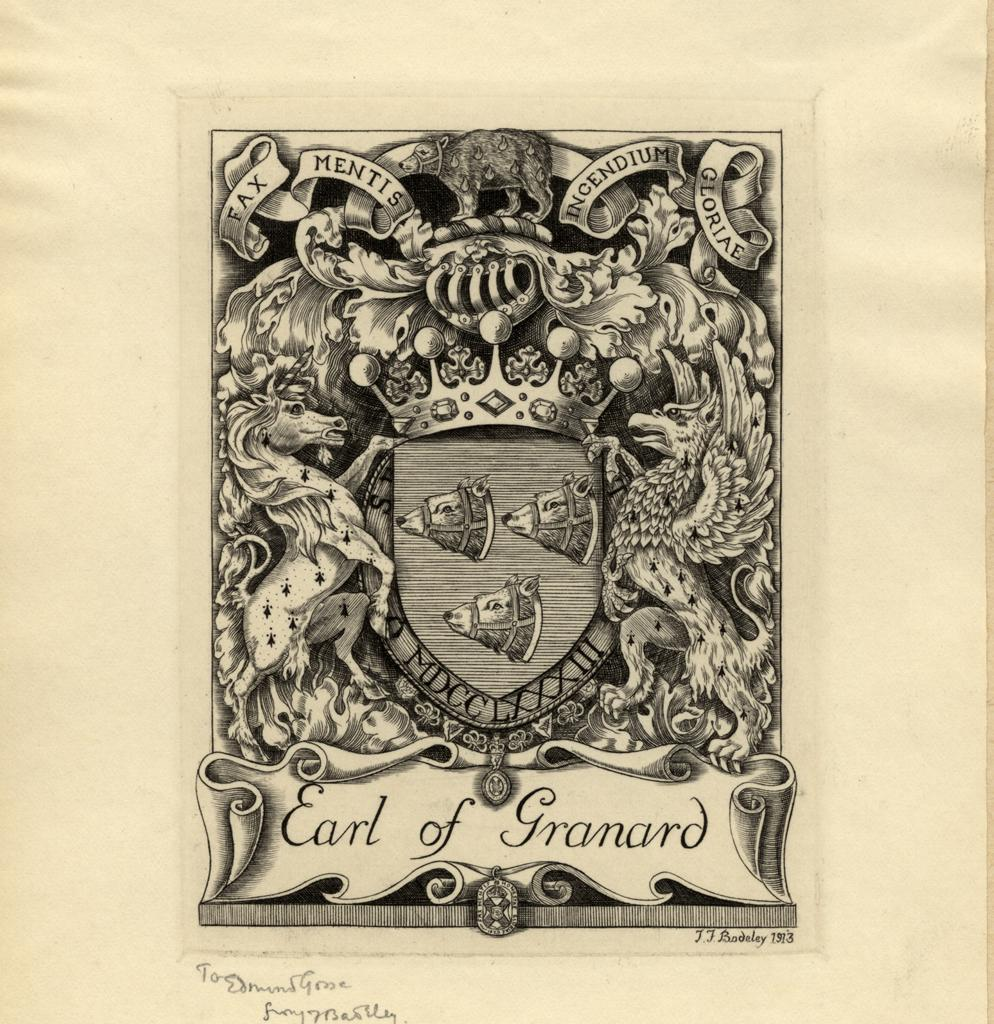
Comte de Granard, avec les armes du clan Forbes

Le fils de Sir John Forbes, Alexander Forbes, 1er Lord Forbes (en) a combattu à la bataille de Harlaw en 1411, en soutien à Alexander Stewart, comte de mar. Alexandre avait un sauf-conduit d'Henri V d'Angleterre pour rendre visite à son roi, Jacques Ier d'Écosse à Rouen en 1421. Il a épousé Elizabeth, fille de George Douglas, 1er comte d'Angus et de sa femme Mary, fille de Robert III d'Écosse. Ensemble, Alexander et Elizabeth ont eu cinq enfants dont James, le 2e Lord Forbes. Alexander Forbes a été élevé à la pairie par Jacques Ier en tant que baron Forbes entre octobre 1444 et juillet 1445. Alexander Forbes, 1er Lord Forbes est mort en 1448.
Au XVe siècle, James, deuxième Lord Forbes, épousa Egidia, fille de William Keith, 1er comte Marischal (en), et eut trois fils: William, le 3e Lord Forbes, Duncan, ancêtre des Forbeses de Corsindae (en) et Monymusk, et Patrick, ancêtre des Forbeses, Baronnets de Craigievar, maintenant Lord Sempill (en), et aussi des Comte de Granard (en).
Alexander, quatrième Lord Forbes, participe au combat pour venger le meurtre de Jacques III. Mais après la défaite de Tillymoss, il se soumit à Jacques IV. John, le sixième Lord (en), succéda à son frère Arthur, le 5e Lord Forbes, en 1493. En 1536, il fut accusé de trahison et emprisonné au château d'Édimbourg. Après une longue période d'emprisonnement, il est finalement acquitté. John Forbes, maître de Forbes, son fils aîné survivant et héritier désigné a été arrêté avec son père, également accusé de trahison, et a été condamné à être pendu, mais en raison de son rang, il a été décapité.

### Conflits de clans
Le clan Forbes, en soutien du clan Ogilvy, lui même soutenu soutenu par des hommes du clan Oliphant (en), du clan Seton (en), du clan Gordon, ont combattu à la bataille d'Arbroath (en) le 24 janvier 1445 contre le maître de Crawford et son clan Lindsay (en).
Tout au long du XVIe siècle, le clan Forbes et le clan Gordon se sont affrontés dans une lutte longue et amère. Dans les années 1520, il y a eu des meurtres des deux côtés, et l'un des plus éminents tués par les Forbes était Alexander Seton de Meldrum, qui était un proche du comte de Huntly, chef du clan Gordon. Le comte de Huntly était précédemment impliqué dans un complot contre le maître de Forbes : il accuse ce dernier d'avoir conspiré pour assassiner Jacques V en 1536 en lui tirant dessus avec un canon. Le maître de Forbes a été jugé et exécuté, mais quelques jours après son exécution, sa condamnation a été annulée. Quelques dizaines d'années plus tard, vingt Gordons ont été tués lors d'un banquet organisé au château de Druminnor de Forbes en 1571. Puis, la querelle a culminé avec la bataille de Tillieangus et la bataille de Craibstone et Druminnor. À la suite de quoi le siège du chef du clan Forbes a été pillé. La Réforme protestante a ajouté à la querelle entre le clan Forbes et le clan Gordon car les Gordon sont restés catholiques alors que les Forbes sont devenus protestants. Les ennemis traditionnels des Forbes tels que le clan Leslie (en), le clan Irvine (en) et le clan Seton se sont rangés du côté des Gordon tandis que les familles protestantes telles que le clan Keith (en), le clan Fraser et le clan Crichton (en) se sont rangés du côté du clan Forbes. Il a fallu deux lois du Parlement pour que les clans déposent les armes.

### Époque contemporaine
Jusqu'en 2013, le chef du clan était, Nigel, le 22e Lord Forbes. Il vivait à Balforbes sur la rive sud de la rivière Don, dans la résidence « moderne » des Forbes. Son fils aîné, Malcolm Nigel Forbes, est devenu le 23e Lord Forbes après le décès de son père. Il réside au château de Forbes.
Nigel, le 22e Lord Forbes, avait succédé à son père Atholl, le 21e Lord Forbes, au sein des Grenadier Guards avec lequel il a combattu lors des campagnes de France, de Belgique, d'Afrique du Nord et de Sicile durant la Seconde Guerre mondiale. À la fin de celle-ci, il devint l'assistant militaire du Haut Commissaire pour la Palestine, le Général 
Sir Alan Cunningham. Comme beaucoup de ses ancêtres, il fut nommé comme Pair d'Écosse à la Chambre des lords et fut ministre chargé de l'Écosse au sein du gouvernement MacMillan de 1958/59.

## Châteaux et propriétés

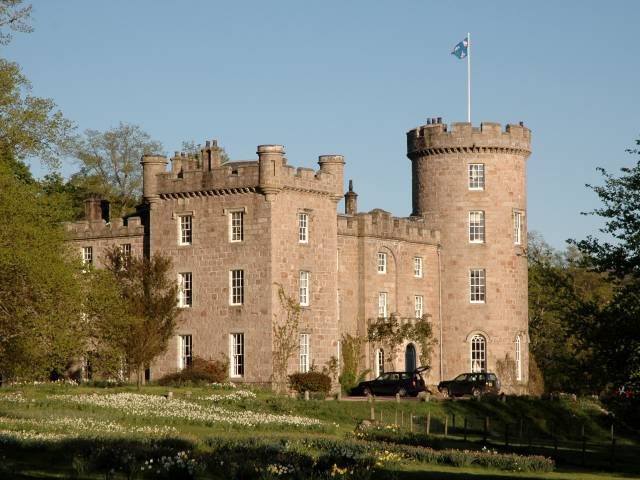
Château de Forbes

Les propriétés du clan Forbes sont principalement situées dans l'Aberdeenshire.
Tout d'abord, le premier site occupé par le clan Forbes est celui de Castlehill à Druminnor, près du village de Rhynie. C'était le premier bastion, que les Forbes ont occupé de 1271 à 1440. Ils ont ensuite déménagé au château de Druminnor (en). Ce bâtiment a été construit pour la première fois par les Forbes au XVe siècle. Il a été ensuite remanié. Les Forbes se querellent avec le puissant Clan Gordon, dont vingt des membres ont été tués lors d'un banquet organisé au château de Druminnor en 1571. Le château est vendu en 1770.
Le château de Tolquhon, près d'Oldmeldrum, a été construit par les Prestons de Craigmillar, mais il est passé par mariage aux Forbes en 1420. Le château actuel a été construit en style Renaissance par William Forbes (en) au XVIe siècle. Les Forbes ont vendu le château au XVIIIe siècle.
Le château de Corgarff, situé vers Ballater a été construit vers 1550 par John Forbes de Towie et a été disputé entre le clan Forbes et le clan Gordon. C'est le site de l'un des événements de la querelle amère entre ces deux clans. Un groupe mené par Adam Gordon d'Auchindoun (en) a ravagé les terres et assiégé le château, qui était détenu par vingt-six femmes, les enfants et les serviteurs, les hommes étant absents. Margaret Campbell, épouse de Forbes de Towie, a refusé de rendre le château, elle tire alors sur l'un des assaillants, dans le genou. À la suite de cela, Gordon ordonne d'incendier le bâtiment, tuant tout le monde à l'intérieur.
Le château de Craigievar, près d'Alford a été acheté par les Forbes au XVIIe siècle. La construction avait été commencée par la famille Mortimer, mais ils ont manqué d'argent pour achever leur projet, et ils ont dû le vendre. Le château appartient au National Trust for Scotland depuis 1963, c'est un lieu ouvert au public.
Lorsque le château de Druminnor a été vendu à la fin du XVIIIe siècle, la famille Forbes a déménagé au château de Forbes (en). C'est un édifice qui se dresse sur les terres revendiquées par Oconachar, surplombant la rivière du Don, il a été le siège du chef du clan Forbes pendant près de 600 ans. Le château actuel a été construit en 1815 par le 17e Lord Forbes et est actuellement occupé par son arrière-arrière-arrière-petit-fils Malcolm, le maître de Forbes (en), et sa femme Jinny.

## Tartan

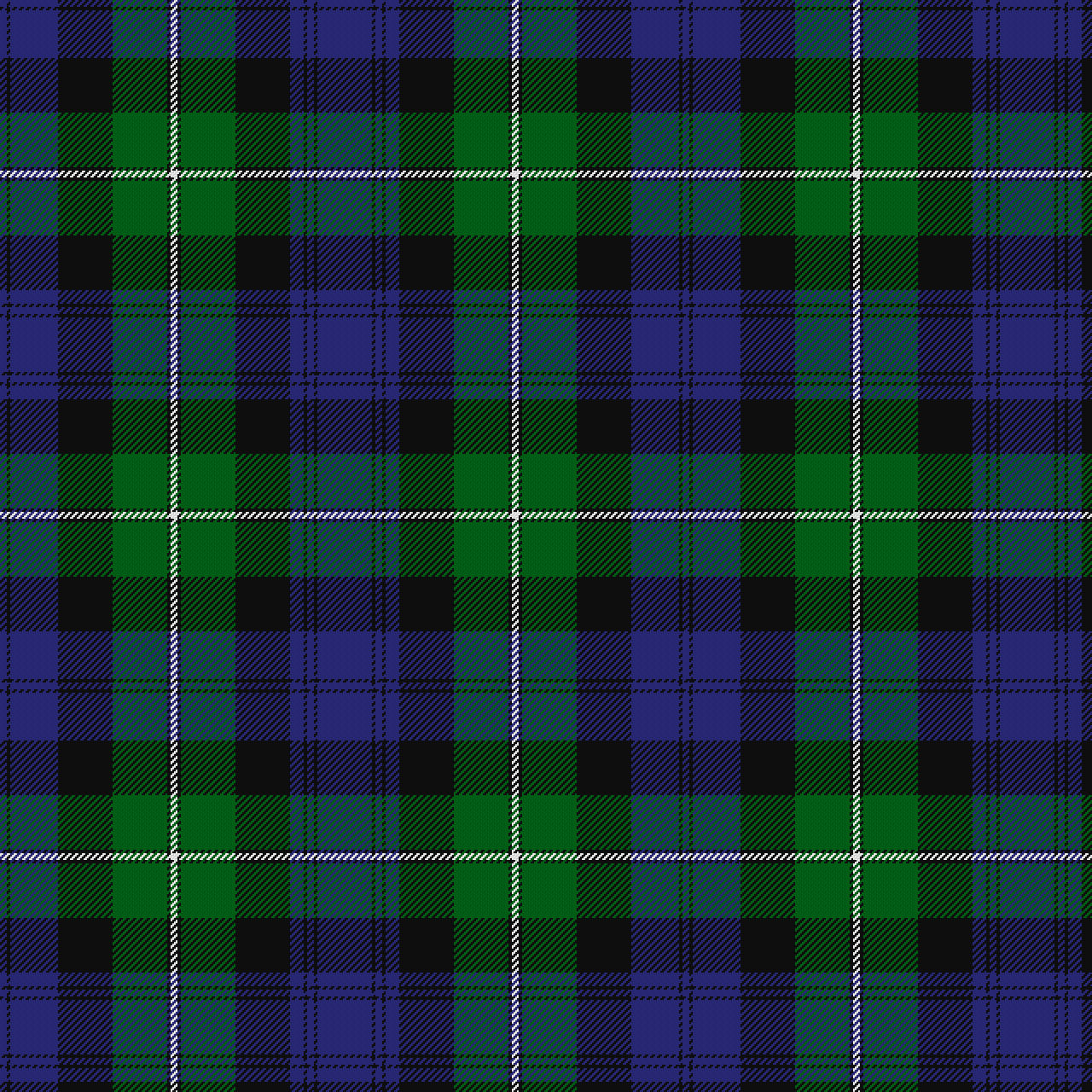
Tartan du Clan Forbes

Le modèle de ce tartan du clan Forbes est connu depuis le livre publié par Wilson en 1819, puis confirmé par l'ouvrage de William et Andrew Smith, Authenticated Tartans of the Clans and Families of Scotland paru en 1850.
Ce tartan est composé de bandes bleues et vertes bordées d'une demi-bande noire. La bande verte est chargée d'un filet blanc bordé de noir. Noter la fausse symétrie : la bande bleue est chargée tantôt d'une paire de filets, tantôt de deux paires.
Le tartan du clan Forbes est également porté par le régiment écossais de Liverpool de l'armée territoriale britannique formé en 1900 en réponse à la crise de la guerre des Boers. L'uniforme complet des Highlands comportait une tunique kaki avec un col et des parements écarlates ainsi qu'un bonnet en plumes de type glengarry, un plaid et le tartan.